# Lancashire
Lancashire (kiejtése: (/ˈlæŋkəʃər/ vagy /ˈlæŋkəʃɪər/) Anglia egyik nem-nagyvárosi és ceremoniális megyéje a North West England régióban. Nyugatról az Ír-tenger határolja, míg északról Cumbria, keletről North Yorkshire és West Yorkshire, délről pedig Merseyside és Greater Manchester megyékkel határos. A megye székhelye hivatalosan Lancaster, de a közigazgatási központ Prestonban van.
A nem-nagyvárosi és ceremoniális megye területe abban különbözik, hogy utóbbihoz hozzátartozik Blackpool és Blackburn egységes hatóságai is.
A nem-nagyvárosi (adminisztratív) megye lakossága 1 171 600, míg a ceremoniális megyéé 1 461 400 fő[mikor?].

## Története
Lancashire 1182-ben jött létre, később, mint az angol történelmi megyék (akkor grófságok) többsége. A római időkben területe a kelta brigantes törzsé volt. Manchester, Lancaster, Ribchester, Burrow, Elslack és Castleshaw eredetileg római erődök köré nőtt települések voltak. A rómaiak kivonulása után a megye északi fele a briton Rheged királyságának része volt, majd az angolszászok hódították meg és Northumbria királyságához tartozott, egészen Anglia egyesítéséig. A 11. századi összeírásban (Domesday Book) déli részét Ribble–Mersey közének (Inter Ripam et Mersam) nevezik és jövedelmei Cheshire kincstárába folytak, de vitatott, hogy valóban részét képezte-e a délre fekvő grófságnak. Északi fele Yorkshire-hez tartozott.
Az adminisztratív megye 1889-ben jött létre, többé-kevésbé a történelmi grófság határain belül. Elsősorban erősen urbanizált déli régiója (olyan nagyvárosokkal, mint Manchester vagy Liverpool) miatt az 1971-es népszámláláskor ötmilliót meghaladó lakosságával Lancashire volt Anglia legnépesebb megyéje. Az 1972-es önkormányzati reform során a megyét szétdarabolták, 1836 km²-t Cumbriához csatoltak, illetve önállósították, mint Merseyside és Greater Manchester megyéket. 1998-ban Blackpool és Blackburn városok egységes hatósági státuszt kaptak és kikerültek a megyei tanács fennhatósága alól.

## Földrajza
A ceremoniális megye területe 3079 km², amivel 17. a 48 angol megye között. Legmagasabb pontja a 627 méteres Gragareth. Folyói, a Ribble, Wyre és Lune a Penninekból haladnak nyugat felé, az Ír-tengerbe). Mellékfolyóik a Calder, Darwen, Douglas, Hodder és Yarrow.
Lancashire nyugati része síkvidék, itt található a Nyugat-lancashire-i parti síkság és a Fylde parti síkság. Északi partjai a Morecambei-öblöt határolják. Ez az északi régió a parti üdülővárosok kivételével mai is mezőgazdasági, vidékies jellegű. Északnyugaton, a cumbriai határnál fekszik az Arnside és Silverdale kivételes természeti szépségű terület és a Leighton Moss természetvédelmi terület.
A megye keleti fele a Penninek hegységéhez vezető dombvidék. Itt található a Bowland-erdő kivételes természeti szépségű területe. A vidék főleg tejtermelő marháiról és sajtkészítőiről nevezetes, bár a magasabban fekvő területeken csak birkalegelők vagy hasznosítatlan hegyi lápok vannak. A hegyek között a Ribble-folyó és mellékága, a Calder nyit széles völgyet. A lancasteri szénmező valamikor teljes mértékben a megyében volt található, ma már részei Greater Manxchester és Merseyside területére esnek. 

## Közigazgatás és politika

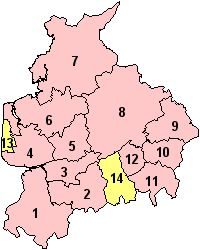
Lancashire kerületei

Lancashire területe 12 kerületre, valamint 2 önálló igazgatású egységes hatóságra oszlik:
1. West Lancashire
2. Chorley
3. South Ribble
4. Fylde
5. City of Preston
6. Wyre
7. City of Lancaster
8. Ribble Valley
9. Pendle
10. Burnley
11. Rossendale
12. Hyndburn
13. Blackpool
14. Blackburn with Darwen

Lancashire 16 képviselőt küldhet a parlament alsóházába. A 2015-ös választások után ezek közül 8 a Munkáspárt és 8 a Konzervatív Párt jelöltje volt.
A megye 20 ezer lakosnál népesebb települései: Blackpool (142 065 fő), Preston (122 719 fő), Blackburn (105 085 fő), Burnley (73 021  fő), Lancaster (45 952 fő), Accrington (45 600 fő), Lytham St Annes (41 327  fő), Skerlmersdale (38 813 fő), Leyland (35 578 fő), Morecambe (34 768 fő), Chorley (34 667 fő), Darwen (31 570 fő), Nelson (29 135 fő), Fulwood (28 353 fő), Fleetwood (25 939 fő), Ormskirk (24 196 fő), Penwortham (23 436 fő), Rawtenstall (22 000 fő), Bispham (20 001 fő)

## Gazdaság
Lancashire gazdaságának bruttó hozzáadott értéke 1995 és 2003 között 13,8 milliárd fontról 19,2 milliárdra nőtt. Ezen belül a mezőgazdaság 344 millióról 294-re csökkent, az ipar 5,4 milliárdról 6,3 milliárdra, a szolgáltatói szektor pedig 8 milliárdról 12,5 milliárd fontra növekedett.
Lancashire a 19. században látványos ipari fejlődésen esett át, amelynek fő húzóágai a szénbányászat, a textilgyártás és a halászat voltak. A megye fő külkereskedelmi pontja Liverpool kikötője volt, Barrow-in-Furness pedig a hajógyártásról volt híres.
A 21. században a legfőbb nem állami foglalkoztató a BAE Systems Military Air Solutions katonai repülőgép- és hajógyártó cég, amelynek Samlesburyben van gyára. Egyéb katonai felszereléseket gyártó cégek is jelen vannak a megyében, mint a BAE Systems Global Combat Systems üzeme Chorleyban, az Ultra Electronics Fulwoodban vagy a Rolls-Royce Barnoldswickben. Lancashire-ben a DAF kamionjait gyártó Leyland Trucksnak van üzeme.
Heyshamben atomerőmű, Salwickben pedig nukleáris fűtőelemgyártó üzem működik. 

## Híres lancashire-iek

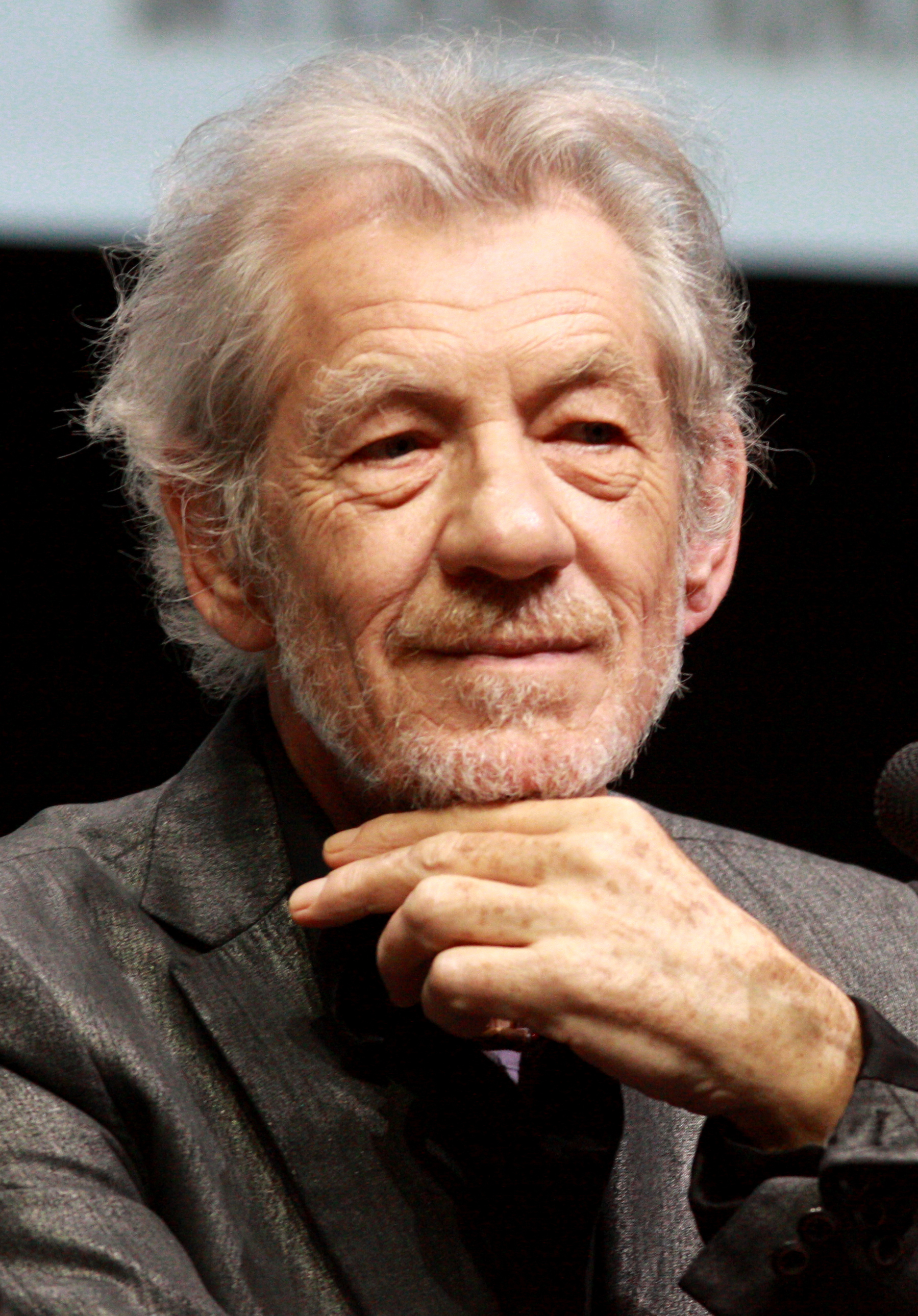
Ian McKellen

- Richard Arkwright feltaláló, gyáros
- John Langshaw Austin nyelvfilozófus
- Alan Ball labdarúgó
- Harrison Birtwistle zeneszerző
- Carl Fogarty motorversenyző
- James Hargreaves feltaláló
- Norman Haworth vegyész
- James Hilton író
- Geoff Hurst labdarúgó
- James Jeans fizikus

- John Kay feltaláló
- Ian McKellen színész
- Ian McShane színész
- Nick Park rendező
- Robert Peel politikus
- Rodney Robert Porter biokémikus
- John Henry Poynting fizikus

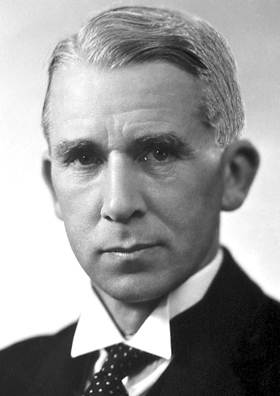
Norman Haworth

- Charles Kay Ogden nyelvész, filozófus
- Mark Owen énekes
- Richard Owen biológus
- David Platt labdarúgó
- Anthony Quayle színész
- Nigel Short sakkozó
- Francis Thompson költő
- William Walton zeneszerző
- Steven Patrick Morrissey zeneszerző

## Látnivalók

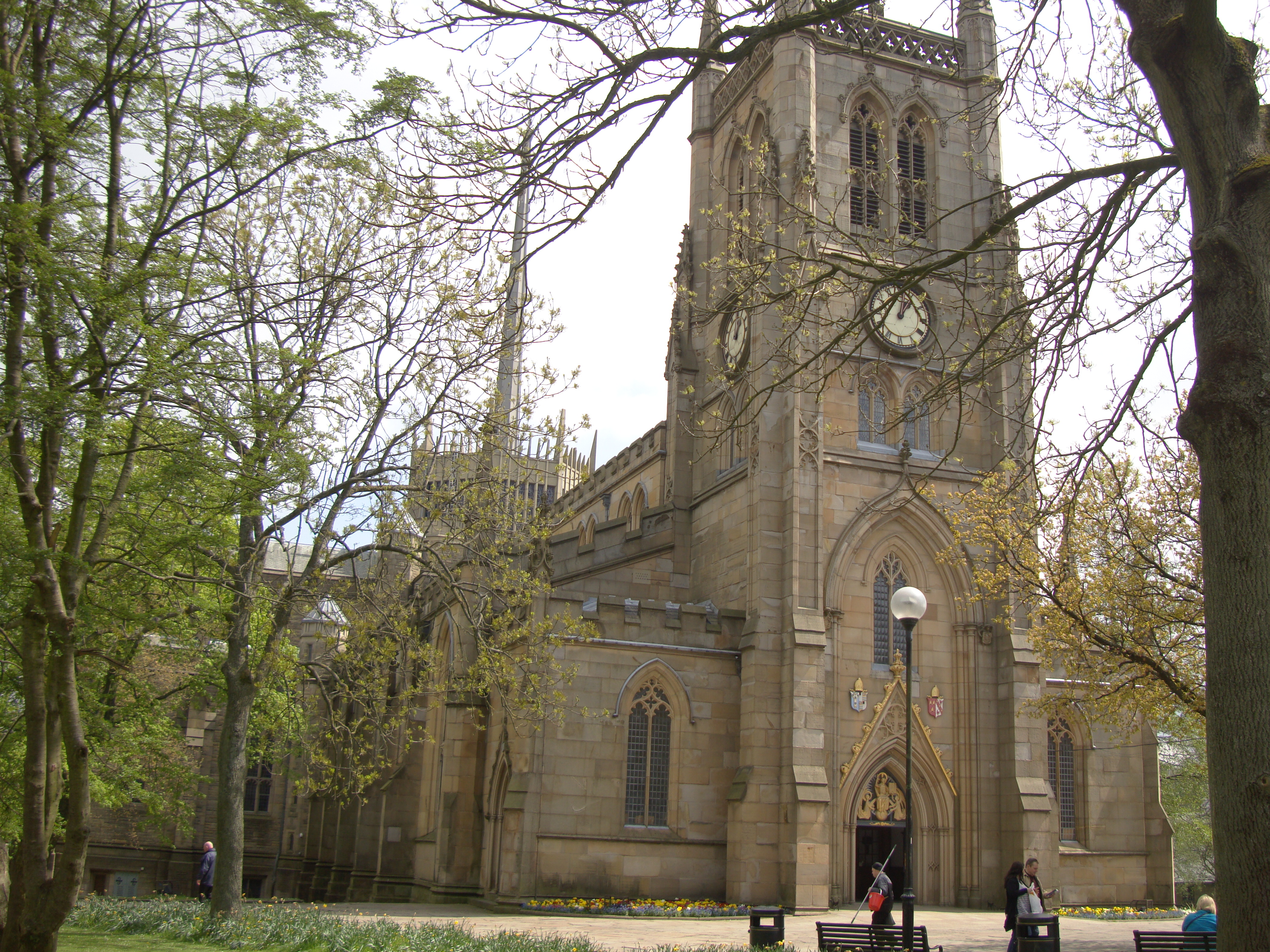
Blackburn katedrálisa
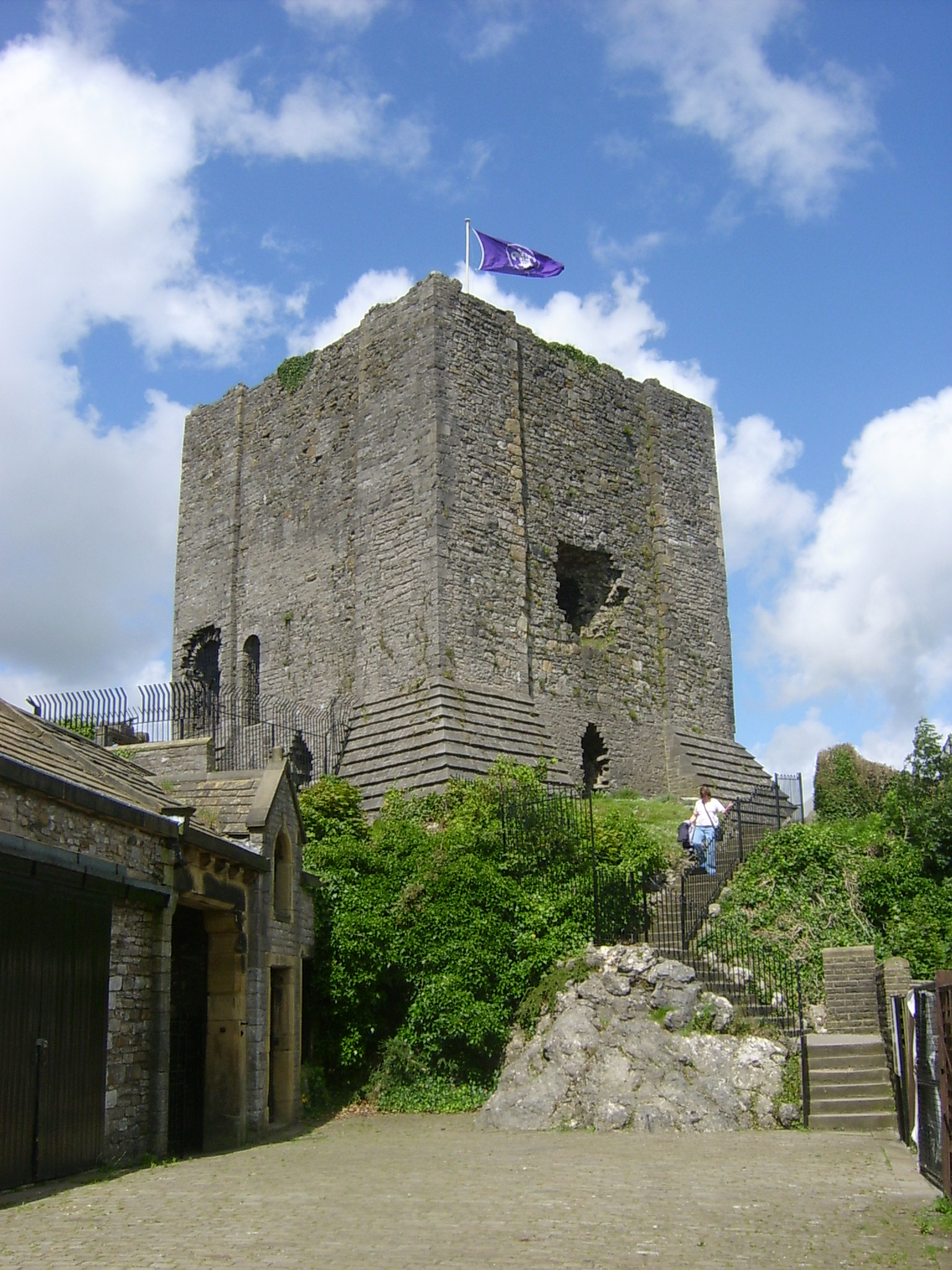
Clitheroe vára
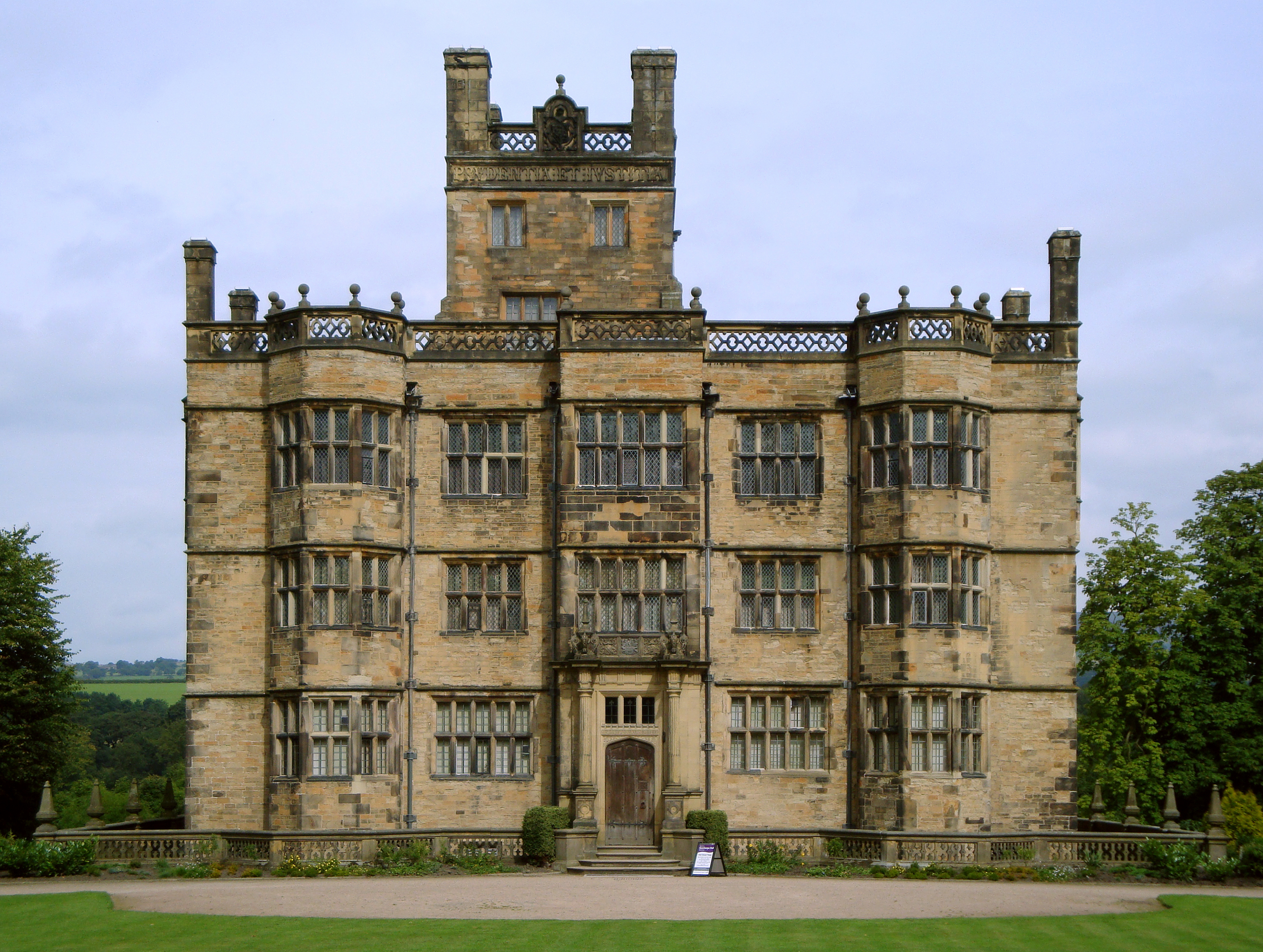
Gawthorpe Hall
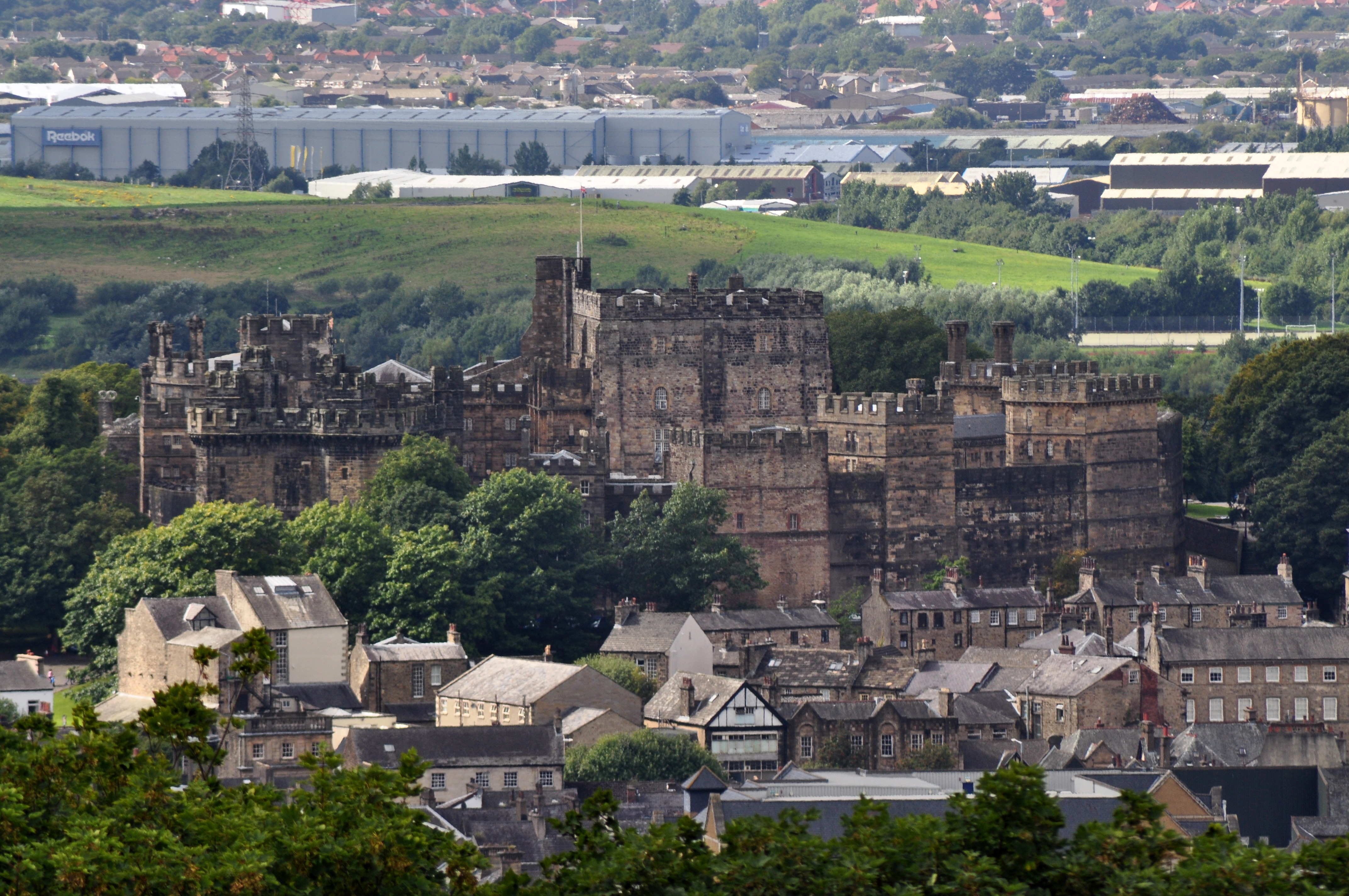
Lancasteri vár
Szt. Walburge-templom Prestonban
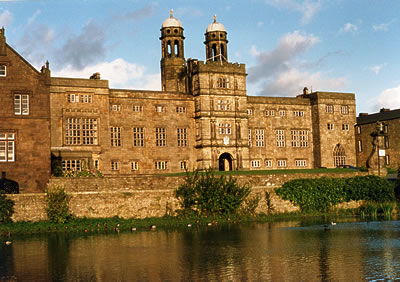
Stonyhurst College

## Fordítás
- Ez a szócikk részben vagy egészben  a   Lancashire című angol Wikipédia-szócikk ezen változatának fordításán alapul.  Az eredeti cikk szerkesztőit annak laptörténete sorolja fel. Ez a jelzés csupán a megfogalmazás eredetét és a szerzői jogokat jelzi, nem szolgál a cikkben szereplő információk forrásmegjelöléseként.